# Haus Wallich

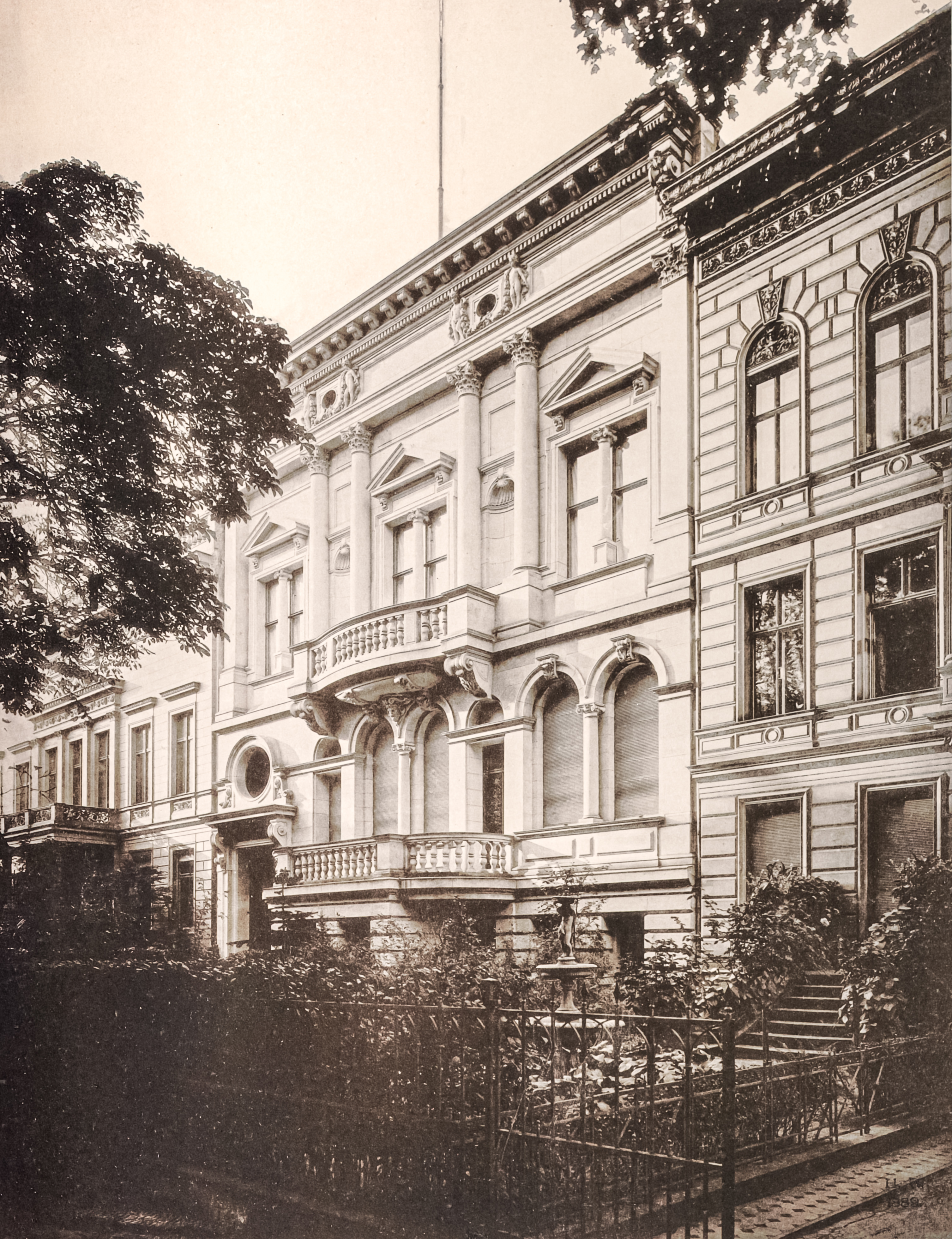
Das Haus Wallich um 1890

Das Haus Wallich war ein 1886–1887 vom Architekturbüro Ende & Böckmann erbautes vornehmes Wohnhaus an der Bellevuestraße 18a in Berlin-Tiergarten. Auftraggeber war der Bankier Hermann Wallich, der die Wohnung im Hochparterre bewohnte. Die Wohnung im Obergeschoss, der Beletage, vermietete er dem Unternehmer und Sammler Eduard Arnhold, der in der großräumigen Wohnung mit eigener Gemäldegalerie Platz für seine bedeutende Kunstsammlung fand. 1904 verkaufte Hermann Wallich sein Haus dem Club von 1900, einem noblen Spielclub, der es für die neuen Zwecke umgestalten ließ. Dem Unternehmen war jedoch kein dauerhafter Erfolg beschieden. Das Gebäude musste 1907, weniger als zwanzig Jahre nach seiner Fertigstellung, dem neuen Grandhotels Esplanade weichen, dessen bauliche Reste später versetzt wurden und heute in das Sony Center integriert sind.

## Lage, Bauherr und Mieter
Die Grundstücke Bellevuestraße 18 und 18a gehörten ursprünglich zum Grundstück Thiergarten 52, das mit einem um 1750 errichteten eingeschossigen Gärtnerhaus bebaut war. Um 1826 wurde das Gärtnerhaus abgebrochen, anschließend das Grundstück aufgeteilt und neu bebaut. Durch Bekanntmachung des Königlichen Polizeipräsidiums vom 8. Juli 1831 erhielt die Bellevuestraße, um 1734 angelegt als Verbindungsweg vom Potsdamer Tor zur Allee nach Charlottenburg, ihren Namen und ihre eigene Nummerierung. Mit der Umbenennung veränderte sich der Charakter der Straße von einer ländlichen zu einer vorstädtischen Bebauung. War das abgebrochene Gärtnerhaus noch ein freistehendes Gebäude, erstreckte sich das auf der Parzelle Bellevuestraße 18a neu errichtete zweigeschossige Mietshaus, von unbekannten Bauherren und Architekten erbaut, über die ganze Breite der schmalen, aber sehr tiefen Parzellen. Die langen Seitenflügel entlang der Grundstücksgrenzen ermöglichten die Nutzung der Tiefe der Grundstücke, auf den beträchtliche Restflächen legten die Eigentümer große Gärten an. Das Mietshaus mit vier Wohnungen war lange in Besitz des Kaufmanns T. Wallach, der es 1872 an den Stadtrat A. Löwe, wohnhaft an der nahegelegenen Viktoriastraße 13, verkaufte. Von ihm erwarb Hermann Wallich das Haus und ließ es 1886 für seinen Neubau abreißen.
Der jüdische Bankier Hermann Wallich war nach langjähriger Tätigkeit für französische Banken, zuletzt in Shanghai, seit 1871 Mitglied des Vorstandes der 1870 gegründeten Deutschen Bank. Am 16. Februar 1875 hatte er Anna Jacoby (1834–1925), Tochter von Moritz Jacoby (1818–1878) und July Jacoby, geheiratet. Den Sommer verbrachte das Paar in der Potsdamer Villa Schöningen beim verwitweten Schwiegervater. Als Winterwohnung diente anfänglich Wallichs Dienstwohnung am Sitz der Deutschen Bank in der Burgstraße 29. Ab 1878 wohnten die Wallichs – in seiner Beurteilung vornehmer – an der Behrensstraße 9 und ab 1879 im Tiergartenviertel an der Victoriastraße 1. Auch die finanzielle Situation veränderte sich, der Tod des Schwiegervaters 1878 brachte uns in den Besitz eines nicht unansehnlichen Vermögens, wie er in seinen Lebenserinnerungen schrieb. Zum Besitz gehörte nach Auszahlung der Brüder von Anna Wallich auch die Villa Schöningen, die der Familie weiter als Sommersitz diente. Anna Wallich organisierte den großen Haushalt, den die gesellschaftliche Stellung ihres Mannes erforderte, gründete und leitete aber auch den wohltätigen Verein Berliner Hauspflege. Dieser Verein organisierte Pflegefrauen, wenn in einer Arbeiterfamilie die Mutter durch Krankheit ausfiel. Die Finanzierung erfolgte durch Mitgliederbeiträge und Spenden.
Der Mieter der Wohnung im Obergeschoss, der Unternehmer und Kunstsammler Eduard Arnhold, hatte ebenfalls jüdische Wurzeln und auch er gehörte zu den Aufsteigern in die höhere Berliner Gesellschaft. Seit der Heirat 1881 mit Johanna Arnhold, geborene Arnthal (1859–1929), lebte das Paar in einer Wohnung in der Voßstraße 28. Offensichtlich stand Arnhold bereits während der Bauphase des Hauses Wallich als Mieter fest, denn das in den ursprünglichen Plänen vorgesehene Musikzimmer wurde bereits vor Baubeginn in eine Gemäldegalerie mit Oberlicht ersetzt. Denkbar ist, dass Arnhold bei weiteren Aspekten des Innenausbaus Einfluss nehmen konnte. Weiteres zum Verhältnis der Familien Wallich und Arnhold, abgesehen davon dass sie lange im gleichen Haus lebten, ist nicht bekannt. Einzig Wallichs Sohn Paul verrät in seinen Lebenserinnerungen, dass er sich unglücklich in Else Arnhold, die beinahe gleichaltrige Tochter der Arnholds verliebt habe.

## Baubeschreibung

### Gliederung
Im Grundbuch eingetragene Beschränkungen zugunsten der Nachbargrundstücke und dem Schutz ihrer Gärten limitierten die maximale Bautiefe des zu errichtenden Gebäudes auf 50,5 m. Im Weiteren galt es, trotz der eingebauten Lage des Gebäudes für möglichst viele Räume eine möglichst gute Beleuchtung zu sorgen. Ende & Böckmann gliederten die Baumassen des zweigeschossigen Gebäudes an der Bellevuestraße in ein 17,6 m breites und rund 25 m tiefes Vorderhaus mit glasüberdecktem Innenhof. Daran schloss sich an der westlichen Grundstücksgrenze ein ungefähr 7 m breiter und 14 m langer Seitenflügel an, der das Vordergebäude mit dem gegen den Garten gerichtete Hinterhaus verband. Seitenflügel, Vorder- und Hinterhaus sowie der Seitenflügel des benachbarten Hauses Bellevuestraße 19a umschlossen einen rund 130 m² großen zweiten Hof, der durch eine Durchfahrt im Vorderhaus auf der linken Seite der Parzelle erschlossen wurde.

### Fassaden

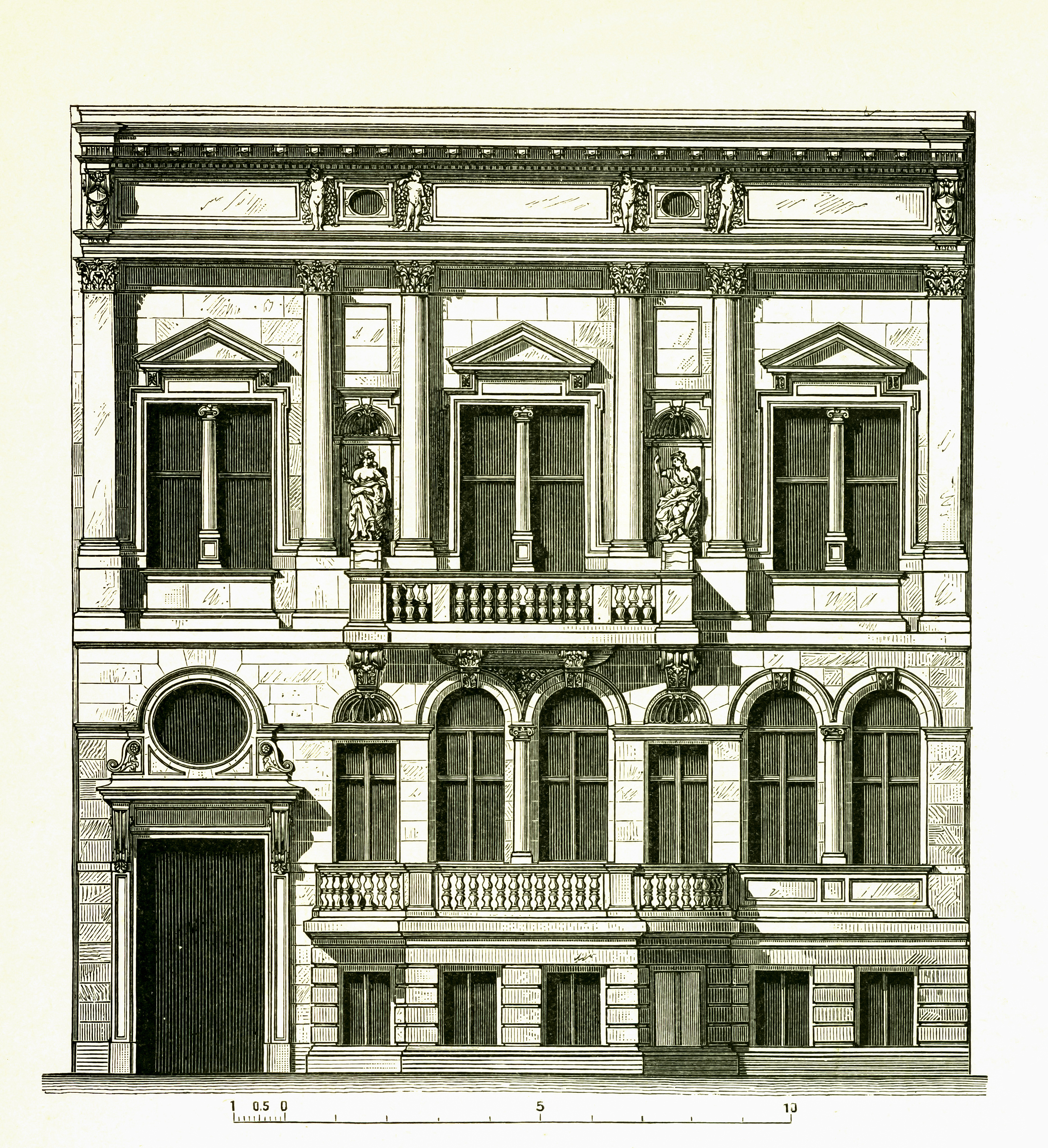
Entwurf der Fassade

Entsprechend ihrer Bedeutung erhielten die Gebäudeteile unterschiedlich aufwendige Fassaden. Die repräsentative Fassade des Vorderhauses in Formen der italienischen Neorenaissance aus weißem Postelwitzer Sandstein hob sich ab von den eher schlichten klassizistischen Putzfassaden der meisten Häuser in der Bellevuestraße. Die Modelle für die Bauplastik entwarf der Bildhauer Otto Lessing, ausgeführt wurden sie vom Steinmetzmeister Carl Schilling. Die Fassade entzog sich – die Deutsche Bauzeitung vermutete aufgrund von Sonderwünschen des Bauherrn – einer einheitlichen Gliederung. Sockelgeschoss und Erdgeschoss folgten einer siebenachsigen Gliederung, das Obergeschoss einer dreiachsigen. Zudem lag die Mittelachse der Durchfahrt im Sockel- und Erdgeschoss leicht verschoben zur Mittelachse des darüber liegenden Fensters des Obergeschosses. Das leicht rustifizierte Sockelgeschoss war unterhalb der eingeschnittenen Fenster mit Ziegeln verblendet. Auf der linken Seite erhellte ein Ochsenauge über dem Eingang mit gerader Verdachung die dahinterliegende Durchfahrt, die sich über das Sockel- und Erdgeschoss erstreckte. Die Wandfläche des Erdgeschosses war weitgehend aufgelöst in mehrere, teils gekuppelter Rundbogenfenster. Vor den mittleren vier Fenstern lag ein auf einem kleinen Vorbau der Pförtnerwohnung aufliegender Altan mit Balustrade. Drei rechteckige Fenster, unterteilt durch eine eingestellte Säule mit ionischem Kapitell auf einem Postament und verdacht mit Dreiecksgiebel, erhellten das Obergeschoss. Vier Halbsäulen und zwei Pilaster mit Postamenten und korinthischen Kapitellen links und rechts der Fenster reichten über die ganze Höhe des rund sieben Meter hohen Geschosses. In den beiden mit einer muschelförmigen Halbkuppel abgeschlossenen Wandnischen zwischen den Halbsäulen waren im Entwurf Skulpturen vorgesehen, die jedoch nicht zur Ausführung kamen. Dem Mittelfenster vorgelagert war ein Balkon mit Balustrade, der auf fein gemeißelten Konsolen ruhte, die aus den Schlusssteinen der darunter liegenden Rundbogenfenster des Erdgeschosses herauswuchsen. In den Achse der Nischen lagen im Mezzaningeschoss zwei Ochsenaugenfenster, rechts und links begleitet von Putti mit Lorbeergebinden über den Schultern. Darüber folgte das Kranzgesims mit Zahnschnitt, auskragenden Konsolen und Hängeplatten. Die Wandflächen zwischen den Fenstern fassten einfache Profile ein. Die einfacheren Hof- und Gartenfronten erhielten ein Verblendung aus hell- und dunkelgrauen Ziegeln der Siegersdorfer Werke.

### Grundrisse

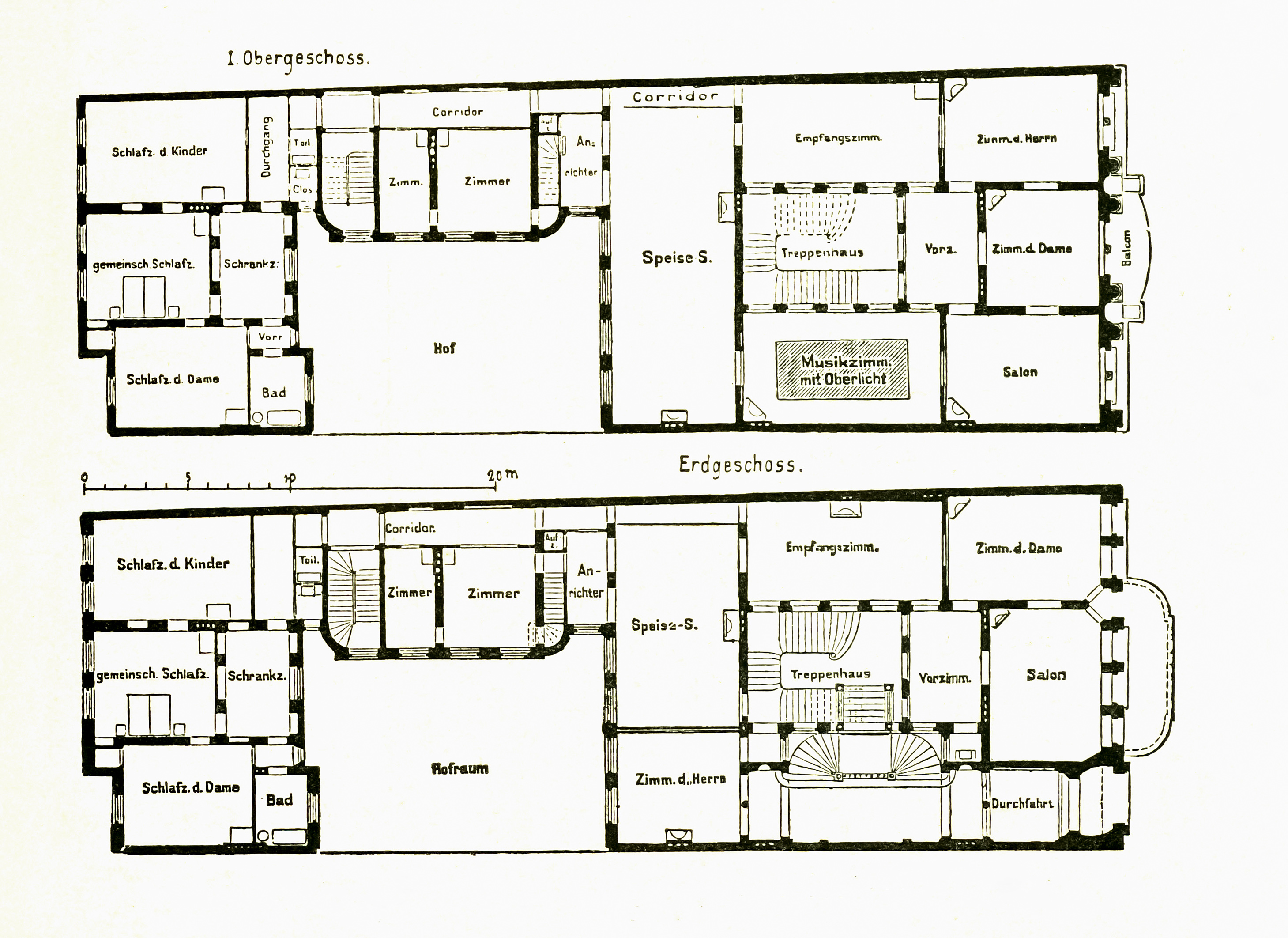
Grundrisse Erd- und Obergeschoss

Über einem hohen Sockelgeschoss lagen im Erdgeschoss und im Obergeschoss zwei weitläufige, vornehme Wohnungen, die sich beide über Vorder- und Hinterhaus sowie Seitenflügel erstreckten. Die Wirtschafts- und Nebenräume der Wohnungen wie Küche, Speisekammer, Zimmer und Esszimmer für die Bediensteten befanden sich für die untere Wohnung im Sockelgeschoss, für die obere im Dachgeschoss. Binnentreppen bei der Anrichte neben dem Speisesaal verbanden die Wohnungen mit den zugehörigen Wirtschafts- und Nebenräumen. Auch ein Aufzug ist in den Plänen eingezeichnet. Im Sockelgeschoss des Vorderhauses befand sich zudem die Pförtnerwohnung, die über einen eigenen Zugang zum umzäunten Vorgarten an der Bellevuestraße verfügte und vom Gärtner Lehmann bewohnt wurde. Nach hinten heraus lagen noch einige Zimmer mit Zugang zum Garten, der gegenüber dem Straßenniveau tiefer lag. Für Besucher standen im Dachgeschoss einige Gästezimmer zur Verfügung. Die Aufteilung mit Hauptwohnung des Besitzers im Erdgeschoss und vermietbarer Wohnung im Obergeschoss entsprach einem gängigen Schema bei den Villen im Tiergartenviertel. Weil die eingebaute Lage der Stadtvilla zwingend eine Durchfahrt zur Erschließung des Hinterhauses erforderte, war die Hauptwohnung um einiges kleiner als die Wohnung im Obergeschoss. Während sich die Grundrisse der Wohnungen im Vorderhaus wegen der Durchfahrt unterscheiden, sind sie für den Seitenflügel und das Hinterhaus identisch. Im Hinterhaus, gegen den Garten gelegen und geschützt vom Lärm der Straße und der Gesellschaftsräume, lagen die Schlafzimmer, Bad und Toiletten. Der Seitenflügel verband über einen langen Korridor Vorder- und Hinterhaus und über ein eigenes Treppenhaus auch den Zugang zum Hof und zwischen den Etagen.
Im Vorderhaus befanden sich die Wohn- und Gesellschaftsräume der Wohnungen. Der Eingang des Hauses, gleichzeitig auch die Durchfahrt zum Hof, befand sich auf der linken Seite. Auf der rechten Seite der Durchfahrt führte eine zweiläufige Marmortreppe auf ein Zwischenpodest und von dort in den glasüberdeckten Innenhof des Vorderhauses, der als Treppenhaus die beiden Wohnungen erschloss. Die mit glänzendem Stuck überzogenen Wände, die mit Teppichläufern überzogenen, breiten Marmorstufen und das kunstvolle Treppengeländer schufen eine prachtvolle und repräsentative Atmosphäre, die der Deutschen Bauzeitung „zufolge minder glücklicher Farbenstimmung“ etwas nüchtern erschien. Der glasüberdeckte Innenhof sorgte auch für eine gute Beleuchtung der in der mittleren Tiefe des Vorderhauses gelegene Räume.
Über ein Vorzimmer gelangte man in der Erdgeschosswohnung in den gegen die Straße gelegenen Salon mit Balkon oder ins Zimmer der Dame. Eine weitere Tür führte zum Empfangszimmer, das zum Speisesaal vermittelte, aber auch den Übergang zum privateren Bereich der Wohnung sicherstellte, der über einen schmalen Korridor zum Seitenflügel und weiter zu den Wohnräumen führte. Das Zimmer des Herrn besaß keine direkte Verbindung mit der Wohnung, sondern war direkt vom Treppenhaus über eine Tür unter dem Treppenlauf zur oberen Wohnung erschlossen. Der Raum, den im Sockel- und Erdgeschoss die Durchfahrt beanspruchte, konnte im Obergeschoss ganz der Wohnung zugeschlagen werden. Dies ermöglichte eine bessere Anordnung der teils größeren Räume rund um den Innenhof. Das Vorzimmer erschloss hier gegen die Straße das Zimmer des Herrn, das Zimmer der Dame mit Balkon und den Salon. Der Empfangsraum unterschied sich nicht vom Erdgeschoss, führte aber in einen wesentlich größeren Speisesaal mit „edelster Täfelung“. Zwischen Speisesaal und Salon lag ein zusätzliches Zimmer, im Plan als Musikzimmer mit Oberlicht bezeichnet. Die Anmerkung, dass „auf besonderen Wunsch der linksseitige, als Musikzimmer zu benutzende kleine Saal behufs Aufnahme einer Bildergalerie noch mit Oberlicht versehen“ wurde, deutet darauf hin, dass Eduard Arnhold bereits während der Bauphase als Mieter feststand, auf die Gestaltung der Wohnung Einfluss nehmen und das vorgesehene Musikzimmer als Bildergalerie für seine Sammlung einrichten konnte. Für den Ausbau der Innenräume zogen Ende & Beckmann das Architekturbüro von Ihne & Stegmüller hinzu. Die Deutsche Bauzeitung rühmte „die erfahrene Meisterschaft, den Bedürfnissen einer in reichen Verhältnissen sich bewegenden Lebensführung geschmackvollster Weise gerecht zu werden“.
Der Bezug des Neubaus 1887 war geplant „im Lauf des Sommers“, aber offenbar kam es zu Verzögerungen, denn Ende September 1887 war der Innenausbau noch nicht ganz abgeschlossen. Die gesamten Kosten summierten sich auf insgesamt 366.000 Mark, davon entfielen auf den Rohbau 160.000 Mark und auf den Innenausbaus ohne Malereien und Holzarbeiten der Gesellschaftsräume 164.000 Mark.

## Gesellschaftliche Treffpunkte
Die großen Räume des beiden Wohnungen bildeten den Rahmen für das Gesellschaftsleben der Hausbewohner. Hermann Wallich schreibt in seinen Lebenserinnerungen: „Dank dem musikalischen Talent meiner Frau, sie sang vorzüglich, versammelte sich ein kleiner, aber netter Kreis um uns, und unser sogenanntes ‚Kränzchen‘, wie andere unserer Gesellschaftsabende wurden mit Vorliebe besucht.“ Er nennt zwar keine Namen, aber die Teilnehmer gehörten wohl zur wirtschaftlichen Elite Berlins, etwa befreundete Bankiers oder Unternehmer. Regelmäßiger Gast im Haus war auch der Historiker und Archivar Johannes Schultze. Der Sohn Paul hatte sich mit ihm befreundet während seiner Schulzeit am humanistischen Gymnasium Schulpforta bei Naumburg an der Saale. Ab 1903/04 studierten sie gemeinsam einige Semester an der Friedrich-Wilhelms-Universität zu Berlin, was Johannes Schultze die Annehmlichkeit brachte, „daß ich bei seinen reichen Eltern in ihrer Villa Bellevuestraße, später Uhlandstraße, an einem Wochentage um drei Uhr mich laufend zum Mittagessen einfinden durfte.“ Schultze verfasse auch eine Geschichte der Familie Wallich, die 1905 in der Monatsschrift für Geschichte und Wissenschaft des Judentums erschien.
Mehr bekannt ist über das Gesellschaftsleben von Johanna und Eduard Arnhold. Sie hielten keine regelmäßigen Salons ab, aber bei ihren Soireen, Konzerten und anderen Veranstaltungen trafen Vertreter der künstlerisch und intellektuellen Elite wie der Maler Max Liebermann und seine Frau Martha, der Kunsthändler Paul Cassirer, die Museumsdirektoren Hugo von Tschudi, Wilhelm von Bode und Alfred Lichtwark, der Schriftsteller Gerhart Hauptmann auf und es kamen Unternehmer wie Emil Rathenau, Franz Oppenheim und Bankiers wie Robert von Mendelssohn zu Besuch.

## Kunstsammlungen
Bei der Besichtigung des Hauses am 4. Mai 1888 durch 150 Mitglieder des Architekten-Vereins zu Berlin waren die Wohnungen fertiggestellt und eingerichtet. In beiden Wohnungen fesselten neben der gediegenen architektonischen Ausgestaltung und der Einrichtung zahlreiche erlesene Werke der Kunst und des Kunstgewerbes in erstaunlicher Fülle das Auge.

### Sammlung Wallich
Die Sammlung der Wallichs hatte eher konventionell-repräsentativen Charakter. Für erfolgreiche Kaufleute, Unternehmer und Bankiers gehörte das Sammeln ab einer bestimmten Vermögensgröße zur Lebensführung und galt als wenig anstößige Form des bürgerlichen Luxus, da er Reichtum mit Bildung verband. Der spätere Generaldirektor der Königlichen Museen zu Berlin Wilhelm von Bode nennt in seinen Lebenserinnerungen Hermann Wallich unter den Kunstfreunden, denen er geholfen habe, „ihre Wohnungen mit Gemälden und Kunstwerken aller Art auszustatten, meist bei Gelegenheit von Neubauten, die sie für sich errichten ließen.“ Im Gegenzug gewann er mit der Beratung die Sammler oft als Mäzene und Spender für die Berliner Museen, bei den Wallichs beispielsweise für die heutige Skulpturensammlung und das Museum für Byzantinische Kunst. Das Verhältnis Bodes zu den Wallichs wie auch zu anderen jüdischen Sammlern trübte sich 1901 durch die sogenannte Brief-Affäre oder Wallich-Affäre. Ein wohltätiger Verein, in dem Anna Wallich Vorstandsmitglied war, plante bedeutende Privatsammlungen gegen einen Eintritt zugänglich zu machen. Der Ertrag sollte dann wohltätigen Zwecken zugutekommen. Um Sammler für das Projekt zu gewinnen, wurde Wilhelm von Bode hinzugezogen. Einer der angeschriebenen Sammler, Willibald von Dirksen, schrieb zurück, „dass er nicht gesonnen sei, sich von den plattfüßigen Juden seine Teppiche beschmutzen zu lassen.“ In seinem Antwortschreiben an Dirksen wiederholte Bode die antisemitische Äußerung mit „Ich kann es Ihnen nicht verdenken, wenn Sie Ihre kostbaren Teppiche nicht von jüdischen Plattfüßen abtreten lassen wollen.“ Gleichzeitig verfasste er ein Schreiben an Anna Wallich, in dem er lediglich die Ablehnung Dirksens mitteilte. Versehentlich wurden die Briefumschläge der beiden Schreiben vertauscht und das Antwortschreiben an Dirksen gelangte an die entsetzte Anna Wallich und später an die Öffentlichkeit. Hermann Wallich war darüber hinaus Mitglied der Kunstgeschichtlichen Gesellschaft zu Berlin und lieh für deren Ausstellung von Werken der Niederländischen Kunst des 17. Jahrhunderts vom 1. April bis 15. Mai 1890 sein Gemälde Die Furt von Philips Wouwerman aus, das sich heute im Musée des beaux-arts de Montréal befindet. Auch Anna Wallich beteiligte sich als Leihgeberin an der Ausstellung mit der Bronze Christkind mit der Weltkugel von François Duquesnoy. Im Februar 1892 trat Eduard Arnhold ebenfalls der Gesellschaft bei, vermutlich auf Anregung Wallichs.

### Sammlung Arnhold
Im Gegensatz zu Wallich war Eduard Arnhold ein leidenschaftlicher Sammler, der in den nächsten Jahrzehnten eine der bedeutendsten Sammlungen der Kaiserzeit und der Weimarer Republik mit Schwerpunkt der deutschen und französischen Kunst des 19. Jahrhunderts aufbaute. In der Zeit an der Bellevuestraße umfasste seine Sammlung mehrere Gemälde von Arnold Böcklin und Franz von Lenbach, aber auch ältere Kunst wie das Bildnis eines Bürgermeisters von Gerard ter Borch, das er auf Anraten Wilhelm Bodes gekauft hatte. Die stetig wachsende Sammlung war neben dem Wunsch nach einem eigenen Haus wahrscheinlich einer der Hauptgründe, dass Eduard Arnhold im November 1898 eine Stadtvilla in der nahe gelegenen Regentenstraße 19 erwarb, wo ihn das Berliner Adressbuch ab 1900 verzeichnet. In der Bellevuestraße 18a fand Wallich mit dem befreundeten Bankier Eugen Landau einen neuen Mieter, der die Wohnung neben seiner Hauptwohnung an der Wilhelmstraße 70 in den nächsten Jahren vermutlich als Sommerwohnung bewohnte.

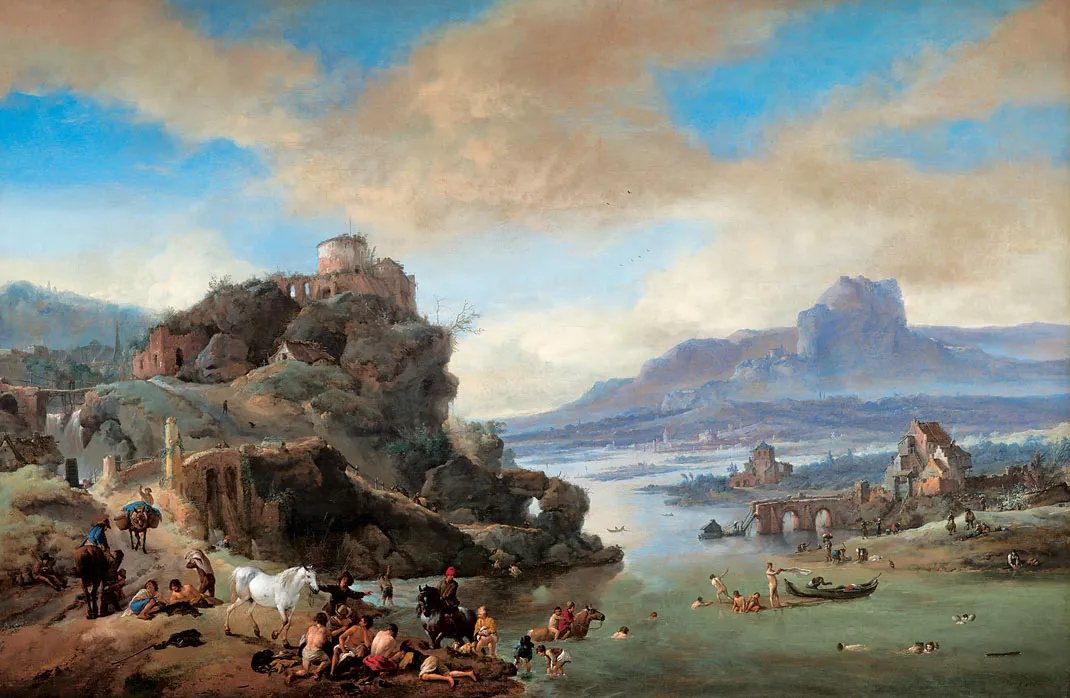
Sammlung Wallich: Philips Wouwerman Die Furt
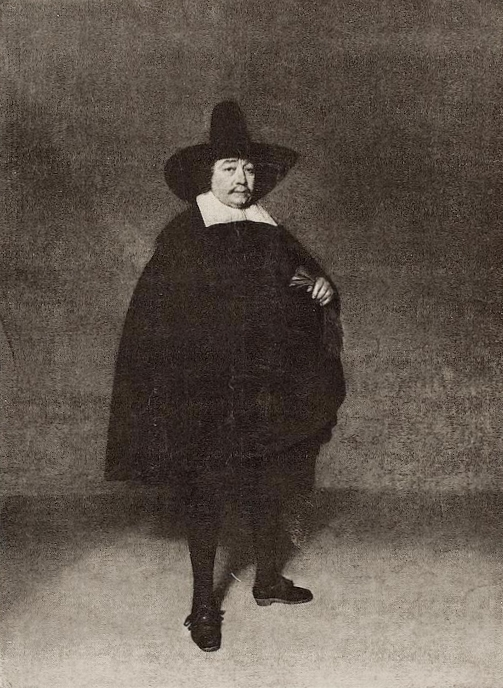
Sammlung Arnhold: Gerard ter Borch Bildnis des Bürgermeisters
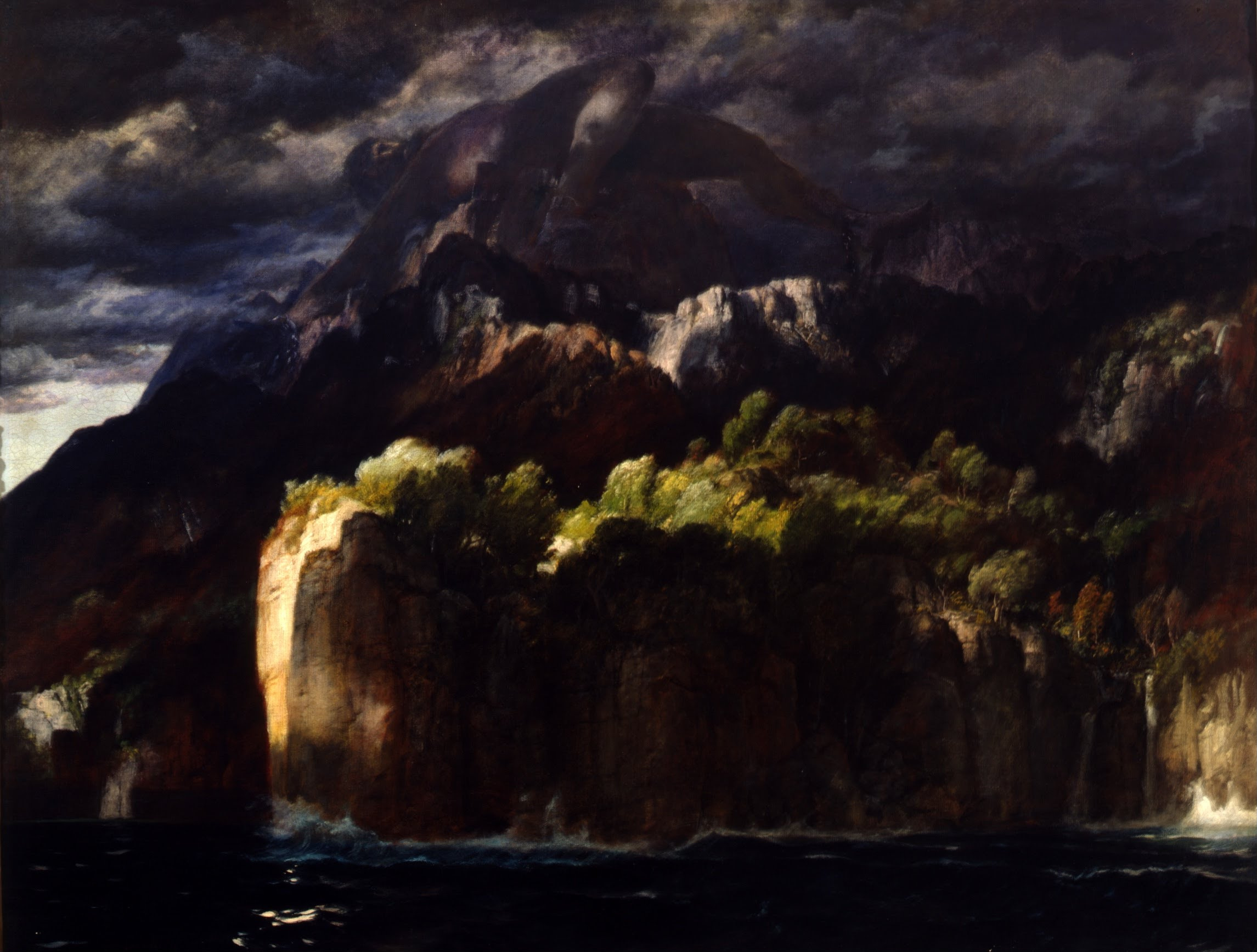
Sammlung Arnhold: Arnold Böcklin Prometheus

## Verkauf und Neustart als Klubhaus des Clubs von 1900
1904 verkaufte Wallich die Villa an den Club von 1900 und zog 1905 in ein neu erworbenes Haus an der Uhlandstraße 8 in Charlottenburg, das er durch Alfred Breslauer 1904 umbauen ließ Möglicherweise veranlasste ihn der seit der Jahrhundertwende einsetzende Wandel der Bellevuestraße von einer Wohn- zu einer Geschäftsstraße zu diesem Schritt.

### Der Club von 1900: ein Spielklub
Der Club von 1900 war am 11. April 1900 mit einem Aktienkapital von 500 Mark und zehn Mitgliedern gegründet worden. Treibende Kraft war Carl Mollheim, der als kaufmännischer und technischer Leiter des Klubs fungierte. Er hatte Anfang des Jahres den Gedanken zur Gründung eines Spielklubs mit „mehreren Herren der besseren Gesellschaft“ gefasst. In Berlin existierten zu dieser Zeit bereits verschiedene gesellige Vereinigungen nach Vorbild der englischen Gentlemen’s Clubs wie die Gesellschaft der Freunde, die Ressource von 1794, der Club von Berlin oder der Klub von 1880. § 1 der Statuten des neugegründeten Klubs lautete zwar ebenfalls „Zweck des Vereins ist die gesellige Vereinigung“, aber während in den anderen Klubs nebenbei gespielt wurde, war das Glücksspiel der eigentliche Hauptzweck der Neugründung. Dies zeigten die im Rahmen der späteren Auflösung des Klubs bekannt gewordenen finanziellen Zahlen. Mitglieder hatten eine einmalige Eintrittsgebühr von 100 Mark zu bezahlen, dazu kam noch eine Jahresgebühr von 65 Mark. Die maßgeblich Einnahmequelle des Klubs aber war das sogenannte Kartengeld, ursprünglich eine Entschädigung für die Benutzung des Kartenspiels pro Stunde und Spieler in der Größenordnung von einer Mark. Das Kartengeld wurde auch beim beliebten Baccarat erhoben als Abgabe, die der Bankhalter dem Klub zu entrichten hatte für seine Einlage in die Bank. Bei einer Einlage von 400 Mark waren dies 20 Mark, bei 1000 Mark ungefähr 80 Mark. Wechselte die Bank, hatte der neue Bankhalter erneut das Spielgeld über die gesamte Bankeinlage zu entrichten. Da die Bank häufig wechselte, konnten sich die Kartengelder an einem guten Abend auf 10.000–12.000 Mark summieren. Pro Geschäftsjahr, jeweils vom 1. April bis zum 31. März, betrugen die Kartengelder im Geschäftsjahr 1900/1901 15.000 Mark, im Geschäftsjahr 1901/1902 50.000 Mark, im Geschäftsjahr 1902/1903 175.000 Mark, im Geschäftsjahr 1903/1904 350.000 Mark und schließlich im Geschäftsjahr 1904/1905 595.000 Mark.
Das Klubhaus befand sich ursprünglich an der Königgrätzerstraße 124, der heutigen Stresemannstraße. Am 14. März 1904 entschloss sich der Klub zum Kauf des Hauses Wallich für 850.000 Mark. In den ersten fünf Jahren des Bestehens war die Zahl der Mitglieder auf 180 gewachsen und der Kauf des zentral gelegenen und repräsentativen Hauses Wallich eine willkommene Gelegenheit zur Expansion. Zum Kaufpreis kamen Umbaukosten von 140.000 Mark und Kosten für die noble Einrichtung von 225.000 Mark.

### Umbau zu einem luxuriösen Freizeit- und Spielklub
Mit den Umbauarbeiten beauftragte der Klub das Architekturbüro Blumberg & Schreiber, das in der kurzen Umbauzeit von drei Monaten die Innenräume den neuen Bedürfnissen anpassten. Die bestehenden Grundrisse mit dem Muster öffentlich-privat passten gut zur neuen Nutzung: die Gesellschaftszimmer an der Straßenseite konnten weiter als solche genutzt werden und die bisherigen Schlafzimmer im Hinterhaus wurden zu diskreten Spielzimmern. Ein beinahe enthusiastischer Bericht über den Umbau erschien am 10. März 1905 in der Vossischen Zeitung und informierte ein breites Publikum über den Luxus und die Annehmlichkeiten, die den Mitgliedern zur Verfügung standen. Man erweise dem Klub nicht zu viel Ehre, wenn man behaupte, „daß seine Einrichtungen nicht nur denen irgend eines Klubs der Welt ebenbürtig zu Seite stehen, sondern daß sie sowohl an gediegener Pracht, praktischem Komfort und neuen überraschenden Einzelheiten dieses Komforts jeden anderen noch übertreffen“.
Statt der Pförtnerwohnung und der Wirtschaftsräume der Wohnung im Hauptgeschoss beherbergte das Sockelgeschoss nun die Garderoben, eine Kegelbahn und Einrichtungen zur Pflege und Training des Körpers der Klubmitglieder. Dazu gehörten mehrere luxuriös ausgestattete Badezimmer, deren Wannen sich in drei Minuten füllten, Duschräume und die „ausgesucht reichhaltige Sportabteilung, wo nicht nur geturnt und gefochten wird, wo auch alle die modernen Muskel- und Nervenstärker, die Ruder-, Reit-, Stemm-, Fahr-, Streck-, Beuge-, Stachel-Apparate, die elektrischen Lichtbäder, die Massagebetten und andere moderne Errungenschaften, die den Laien rätselhaft anmuten, in Massen aufgestapelt sind“. Eigene Turn- und Fechtlehrer unterstützten bei diesen sportlichen Aktivitäten. Ein Aufzug verband die Geschosse miteinander.
Im Hauptgeschoss bestand die wesentlichste Änderung im Anbau eines Wintergarten am Hinterhaus, von dem die Besucher über eine Freitreppe in den Garten gelangen konnten, wo bei wärmeren Temperaturen auch im Freien gespielt werden konnte. Die ehemaligen Schlafräume im Hinterhaus wurden zu Spielzimmern für Skat, Domino und Schach. Im Seitenflügel fand der hauseigene Frisiersalon Platz und der Frisör verlieh auch bei Bedarf die Klubfracks im anliegenden Frackzimmer. Die neu gestalteten ehemaligen Repräsentationsräume im Vorderhaus erhielten ebenfalls neue Funktionen als Schreib- und Lesezimmer, der Speisesaal wurde zum Bakkarat-Saal. Ein zeitgenössischer Kritiker setzte das an der Wand dieses Zimmers hängende Gemälde eines Fauns von Eugen Urban mit dem Schicksal der Spieler in Verbindung: „Dem Burschen steht das Wasser schon bis an die Kehle und immer tiefer sinkt er in den Sumpf, aber das tut ihm nichts, mit aller Gemütsruhe flötet er sein Liedchen, hinter den braunen und blauen Lappen her, die da unten auf dem grünen Tisch flöten gegangen sind.“ Auch in weiteren Räumen des Hauses hingen Gemälde der damals beliebten Maler Paul Meyerheim und Max Rabes. Alle Räume, wie auch jene im Obergeschoss, waren mit einem leuchtend roten Abusson-Teppich ausgelegt.
Die Gesellschaftszimmer im Obergeschoss wurden zu einem weiteren Schachzimmer, einem Billardzimmer, einer Bibliothek und zum Rauchzimmer neu gestaltet im Stil des flämischen Barock mit Kopien von van Dyck-Gemälden in den antiken hölzernen Supraporten. Der große Speisesaal behielt seine Funktion, bekam aber neu eine Musiktribüne. In Vitrinen präsentierte der Klub hier sein kostbares Tafelsilber und Porzellan. Hier konnten sich die Klubmitglieder verbilligt durch das reichlich fließenden Spielgeld zu zwei Mark pro Gedeck luxuriös verpflegen. Die zugehörige Küche, in dem der Küchenchef mit einem Jahresgehalt von 5000 Mark wirkte, und die ausgedehnten Kühlanlagen, befanden sich im Dachgeschoss. Hier lagen auch die vier Fremdenzimmer „in gediegener Einfachheit“, in denen die Mitglieder bei Bedarf übernachten konnten. Zu den weiteren Annehmlichkeiten des Klubs zählten eigene Automobile mit Chauffeur, freie Logen in Theatern, eine Hausapotheke und ein Zimmer mit Stenographen und Schreibkräften, die die Klubmitglieder nutzen konnten. Staunen erregte die Telefonanlage mit 24 Stationen der Berliner-Privat-Telefon-Gesellschaft, einem Ableger der Deutschen-Privat-Telefon-Gesellschaft. Sie verband intern alle Klubräume untereinander und über vier Amtsleitungen nach draußen. Das Klubhaus beschäftigte 43 Mitarbeiter, die meisten in Livree.

### Kampf um eine Neuausrichtung und Affäre um den Club von 1900
Mit dem neuen Klubgebäude wünschten einige Mitglieder eine neue Ausrichtung des Klubs, weg von der Spielhölle hin zum vornehmen Klub. Ein erster Schritt war im Mai 1905 die Wahl des Millionärs Sally Joseph zum Präsidenten. Er besaß früher eine Damenmäntelfabrik, gehörte dem Klub als Mitglied an und war sein größter Bankhalter. Der bisherige Direktor Carl Mollheim wurde neu zum kaufmännischer Direktor mit einem Jahresgehalt von 18.000 Mark ernannt. In einer Intrige bezichtigten einigen Mitglieder Mollheim der Unterschlagung und beschuldigten ihn, er habe sich mehrfach fremde Chips angeeignet. Eine hausinterne Untersuchung der Vorwürfe gegen Mollheim wegen Unterschlagung verlief ohne Ergebnis, und auch der Prozess vor der 136. Abteilung des Amtsgerichts Mitte endet am 4. Oktober 1906 mit Freispruch.
Gleichzeitig gelangten auch Gerüchte an die Presse, dass im Klub 1900 auch Nichtmitglieder problemlos spielen konnten, ohne sich in das Gästebuch einzutragen und dass sie dazu sogar geradezu animiert würden. Das brachte den Klub in eine schwierige Lage, denn Spielklubs bewegten sich auf einem schmalen Grat am Rande der Legalität. Generell waren Spielbanken in Deutschland seit dem 1. Juli 1868 verboten, Glücksspiele aber wurden nur verfolgt, wenn sie an öffentlichen Orten, gewerbsmäßig oder betrügerisch erfolgten oder übermäßig seitens einer Person. Die Polizei tolerierte die Spielklubs und hatte kein Interesse, dass sie bei zu großer Repression in den Untergrund abwanderten, wo sie sich nicht mehr so leicht überwachen ließen. Da hier aber der Verdacht bestand, dass öffentliche Glücksspiele abgehalten wurden, nahm sie und die Staatsanwaltschaft entsprechende Ermittlungen auf, bestärkt durch das Reichsministerium des Innern, und lud mehrere Klubmitglieder zum Verhör. Im Umfeld dieser Affäre deckten sich die Beteiligten gegenseitig mit Beleidigungsklagen ein, welche die Gerichte beschäftigen. In dieser Situation sah sich der Klub 1900 genötigt, Nichtmitgliedern das Spielen in seinen Räumen zu verbieten, später wurde auch generell das Baccarat verboten. Damit aber entfiel mit dem Spielgeld auch die wirtschaftliche Basis, um die täglichen Betriebskosten von 800 Mark aufzubringen und die Schließung des Klubs war abzusehen. Mitte Juni 1905 schaltete der Klub bereits Verkaufsinserate für die Klubautomobile der Marke Dr. Mengers & Bellmann.

### Spaltung und Auflösung

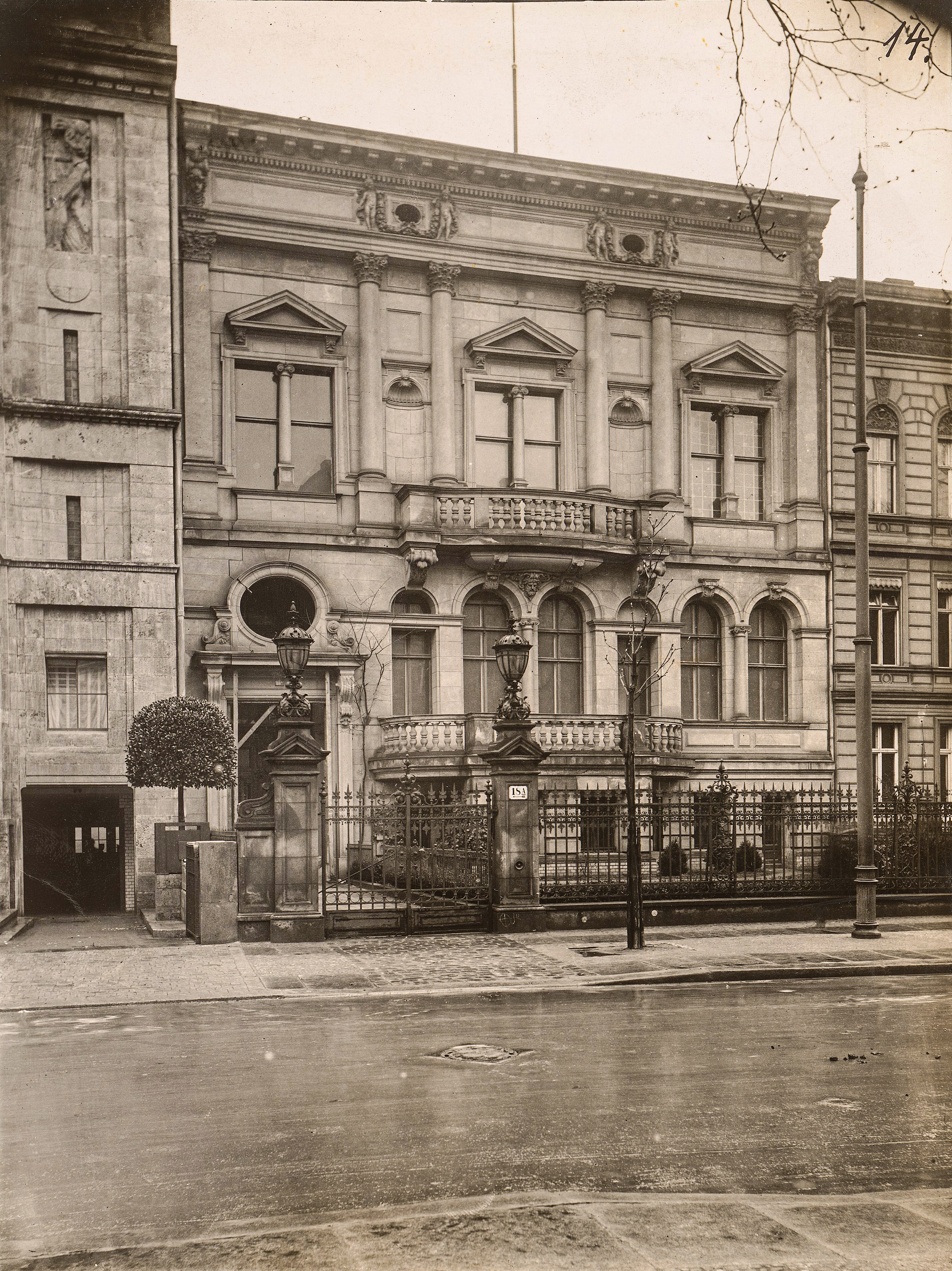
Ansicht 1907 kurz vor dem Abriss, die Holzstützen im Eingang stehen im Zusammenhang mit Schäden durch die Bauarbeiten für das benachbarte Weinhaus Rheingold am linken Bildrand

Im Vorfeld der Generalversammlung vom 24. August kam es zu einer Spaltung. Ungefähr 40 Mitglieder schieden aus dem Klub aus und der erste Vorsitzende Sally Joseph trat zurück. Die verbliebenen Mitglieder beschlossen neue Statuten und wählten einen neuen Vorstand. Innerhalb von vier Wochen sollte eine neue Versammlung über die Auflösung oder Weiterführung entscheiden. Am 2. Oktober 1905 schließlich beschloss die Generalversammlung die Auflösung des Klubs und wählten eine Kommission, welche die Verwertung der Aktiva, hauptsächlich das Klubhaus und das Mobiliar, zur Abdeckung der noch vorhandenen Verbindlichkeiten prüfen sollte.
Für die Liegenschaft machte der Aschinger-Konzern, der auf den Nachbargrundstücken Bellevuestraße 19 und 19a gerade das Weinhaus Rheingold bauen ließ, ein Angebot über 900.000 Mark. Damit verbunden war ein Angebot des ehemaligen Präsidenten Sally Joseph, der dem Klub eine nachrangige Hypothek für das Haus Wallich gewährt hatte. Für den Fall der Annahme des Angebots von Aschinger erklärte er sich bereit, die übrigen noch auf dem Grundstück haftenden Grundbuchschulden voll zu bezahlen. Damit wären durch die Verwertung der übrigen Aktiva wie Mobiliar und ausstehender Forderungen die restlichen Verbindlichkeiten des Klubs gedeckt und den Klubmitgliedern entstünden keine Verluste. Dieser Handel kam aber nicht zustande und der Klub beschloss in einer einstündigen Sitzung am 24. November 1905 den Verkauf des Klubhauses inklusive Mobiliar mit einem Verlust von 420.000 Mark für 837.000 Mark an Sally Joseph. Die Liquidation des Klubs erfolgte Ende Februar 1906 mit einem Gewinn für die Mitglieder, da den Aktivposten von 700.000 Mark Passivposten von 40.000 Mark gegenüberstanden.
Die Liquidation des Mobiliars weckte Anfang April 1906 an den Besichtigungtagen erhebliche Neugier, und viele nutzen die Gelegenheit, sich den sagenhaften Luxus des Clubs von Innen anzusehen. Der Verkauf zog sich bei großem Andrang über mehrere Tage, und die Verkäufer missbrauchten die große Nachfrage, indem sie Neuwaren wie elektrische Lampen und Teppiche verkauften, die der Klub von 1900 niemals besessen hatte. Die gesamte Einrichtung des Billardzimmers und der Spielzimmer erwarb der Klub des Westens, ein weiterer Spielklub an der Potsdamerstraße 11. Viele Objekte erzielten Liebhaberpreise und auch der ehemalige Geschäftsführer Carl Mollheim erwarb einige Erinnerungsstücke.
Sally Joseph verkaufte schließlich 1907 das leergeräumte und funktionslose Haus an dem die Bauarbeiten für das benachbarte Weinhaus Rheingold 1905 erhebliche Risse verursacht hatten, was mehrere Stützen zur Verhinderung des Herabfallens von Stuck und Mauerwerk erforderte, an die Deutsche Hotel-Aktiengesellschaft. Diese ließ das Wohnhaus 1907 zusammen mit den Häusern Bellevuestraße 17 und 18 für den Neubau des Grandhotels Esplanade abreißen.